# Bruxelles-Ingooigem 1964
La Bruxelles-Ingooigem 1964, diciassettesima edizione della corsa, si svolse il 17 giugno su un percorso con partenza da Bruxelles e arrivo a Ingooigem. Fu vinta dal belga Walter Boucquet della squadra Flandria-Romeo davanti ai connazionali Theo Mertens e Arthur Decabooter.

## Ordine d'arrivo (Top 10)
| Pos. | Corridore              | Squadra               | Tempo    |
| ---- | ---------------------- | --------------------- | -------- |
| 1    | Walter Boucquet        | Flandria-Romeo        | 4h55'00" |
| 2    | Theo Mertens           | Peugeot-BP-Englebert  | s.t.     |
| 3    | Arthur Decabooter      | Solo-Superia          | s.t.     |
| 4    | Bernard Vandekerckhove | Solo-Superia          | s.t.     |
| 5    | Robert Seneca          |                       | s.t.     |
| 6    | Clément Roman          | Flandria-Romeo        | s.t.     |
| 7    | Emile Daems            | Peugeot-BP-Englebert  | s.t.     |
| 8    | Marcel Ongenae         | Flandria-Romeo        | s.t.     |
| 9    | Daniel Doom            | Mercier-BP-Hutchinson | s.t.     |
| 10   | Norbert Meeuws         | Wiel's-Groene Leeuw   | s.t.     |